# Modèle de détonation de Zeldovich-von Neumann-Döring
Le modèle de détonation Zeldovich-von Neumann-Döring ou modèle de détonation ZND  est un modèle unidimensionnel de la détonation d'un explosif. Il a été proposé au cours de la Seconde Guerre mondiale de manière indépendante par Iakov Zeldovitch, John von Neumann
et Werner Döring, d'où son nom.
Ce modèle admet des réactions chimiques non instantanées et par conséquent que le processus de la détonation se compose de multiples étapes successives. Tout d'abord, une onde de choc infiniment mince comprime l'explosif à haute pression, appelé pic de « von Neumann ». Au pic de von Neumann, l'explosif n'a pas encore réagi. Le pic marque l'apparition de la zone de réaction chimique exothermique, qui se termine à l'état de Chapman-Jouguet. Après cela, les produits de détonation se dilatent vers l'arrière.
Dans le cas de référence dans lequel le choc est stationnaire, le flux des gaz après le choc est subsonique. Pour cette raison, l'énergie libérée derrière le choc peut être transportée par voie acoustique jusqu'au choc, maintenant ainsi son énergie. Pour une détonation autopropageante, le choc se détend à une vitesse donnée par la condition de Chapman-Jouguet, qui impose à la matière à l'arrière de la zone de réaction d'avoir une vitesse sonique locale dans le cadre de référence dans lequel le choc est stationnaire. En effet, toute l'énergie chimique est exploitée pour propager l'onde de choc vers l'avant.
Cependant, dans les années 1960, des expériences ont révélé que les détonations en phase gazeuse étaient le plus souvent caractérisées par des structures tridimensionnelles instables, et ne pouvaient être prédites par des théories stables à une dimension que pour des valeurs moyennes. En effet, ces ondes s’apaisent à mesure que leur structure est détruite,. La théorie de la détonation de Wood-Kirkwood peut corriger certaines de ces limitations.